# Anne Morgan (Maskenbildnerin)
Anne Morgan (* 20. Jahrhundert) ist eine US-amerikanische Maskenbildnerin. Sie ist in der US-Filmbranche als Friseurin tätig.

## Leben
Anne Morgan wuchs in Texas auf und war einige Jahre als Friseurin tätig. In den 1980er Jahren kam sie nach Los Angeles und wurde Stylistin bei Musikvideos und Live-Tourneen. Ab Anfang der 1990er Jahre wurde sie als Hair-Stylistin beim Film tätig.
Zu ihren Arbeiten gehören Filme wie Die Truman Show, Gangs of New York oder Walk the Line. Für Bombshell – Das Ende des Schweigens wurde sie 2020 zusammen mit Vivian Baker und Kazuhiro Tsuji mit dem Oscar für das Beste Make-up und beste Frisuren ausgezeichnet sowie mit dem British Academy Film Award.

## Filmografie (Auswahl)
- 1990: Texasville
- 1994: Das Kartell (Clear and Present Danger)
- 1997: Die Hochzeit meines besten Freundes (My Best Friend’s Wedding)
- 1998: Die Truman Show (The Truman Show)
- 2002: Gangs of New York
- 2005: Walk the Line
- 2011: The Artist
- 2014: True Detective (Fernsehserie, 8 Folgen)
- 2015: Focus
- 2015: Pixels
- 2018: City of Lies
- 2019: Bombshell – Das Ende des Schweigens (Bombshell)